# Daloa
Daloa  est une ville du Centre-Ouest de la Côte d'Ivoire, en Afrique de l'Ouest. Elle est la capitale du district du Sassandra-Marahoué et chef-lieu de la région du Haut-Sassandra.
La ville est située à 141 km de Yamoussoukro, la capitale politique et à 383 km d’Abidjan la capitale économique.
Elle comptait 421 879 habitants en 2021, ce qui en fait la 4e ville la plus peuplée du pays après Abidjan, devant Yamoussoukro.

## Géographie

### Situation
La ville, située à 6°53 de latitude nord et 6°27 de longitude ouest, fait partie de la région du Haut-Sassandra.
Villes voisines
- Bouaflé vers l'est.
- Zoukougbeu vers l'ouest.
- Vavoua et Zuénoula au nord.
- Issia au sud.

### Climat et végétation
Le climat de la Côte d'Ivoire comporte deux zones climatiques distinctes. Le sud est très humide et connaît quatre saisons (d'avril à la mi-juillet: une grande saison des pluies; de la mi-juillet à septembre: une petite saison sèche; de septembre à novembre: une petite saison des pluies; de décembre à mars: une grande saison sèche). Les températures varient de 21 à 35°,.

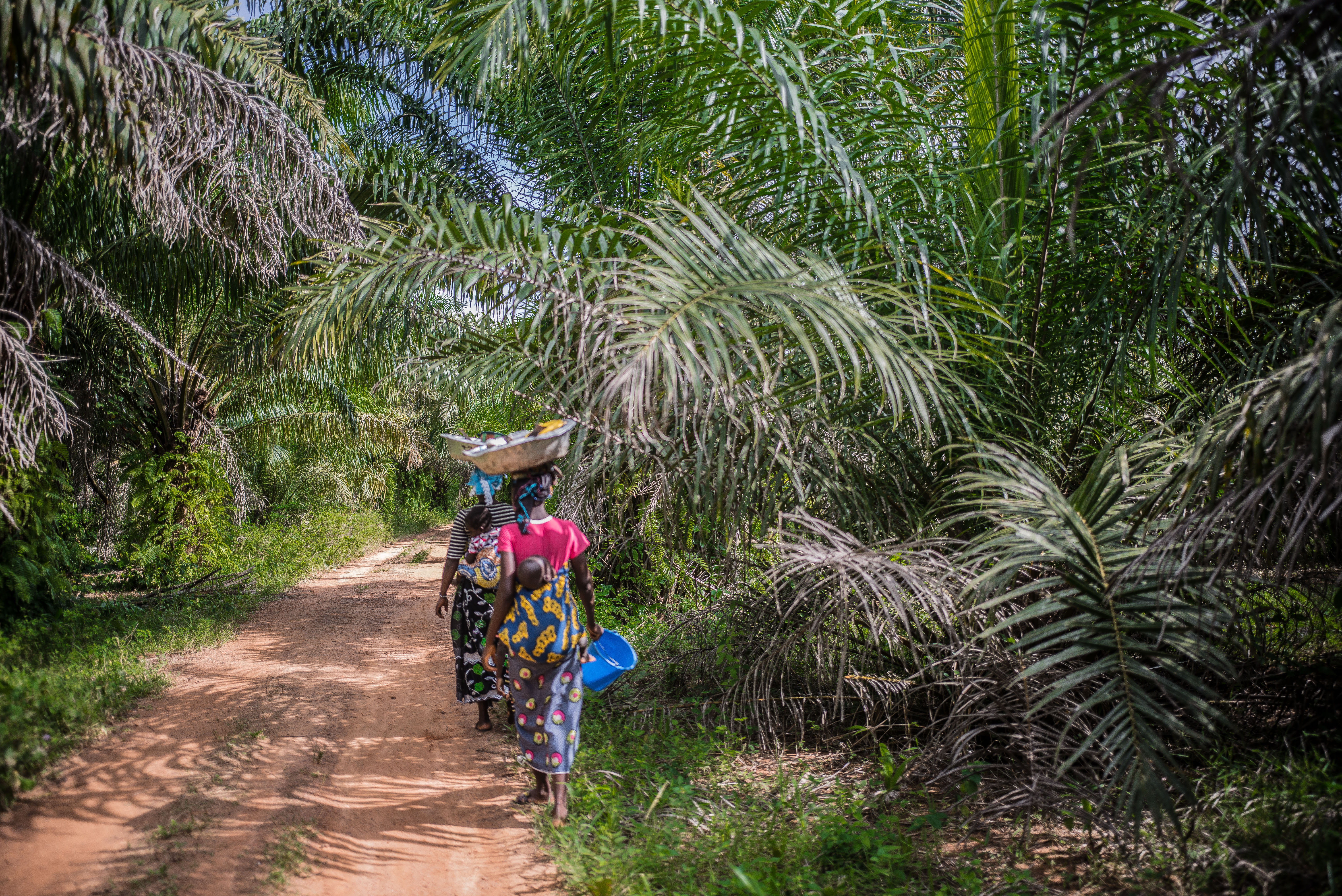
Végétation luxuriante aux environs de Daloa.

Daloa est située dans une zone forestière.
| Mois                                | jan. | fév. | mars | avril | mai | juin | jui. | août | sep. | oct. | nov. | déc. |
| ----------------------------------- | ---- | ---- | ---- | ----- | --- | ---- | ---- | ---- | ---- | ---- | ---- | ---- |
| Température minimale moyenne (°C)   | 18   | 20   | 21   | 22    | 21  | 20   | 20   | 20   | 20   | 20   | 19   | 18   |
| Température moyenne (°C)            | 26   | 28   | 28   | 28    | 27  | 26   | 25   | 25   | 25   | 26   | 26   | 25   |
| Température maximale moyenne (°C)   | 34   | 36   | 35   | 34    | 33  | 31   | 30   | 30   | 30   | 31   | 32   | 32   |
| Nombre de jours avec précipitations | 0    | 0    | 2    | 2     | 1   | 3    | 3    | 3    | 3    | 2    | 0    | 0    |

## Histoire

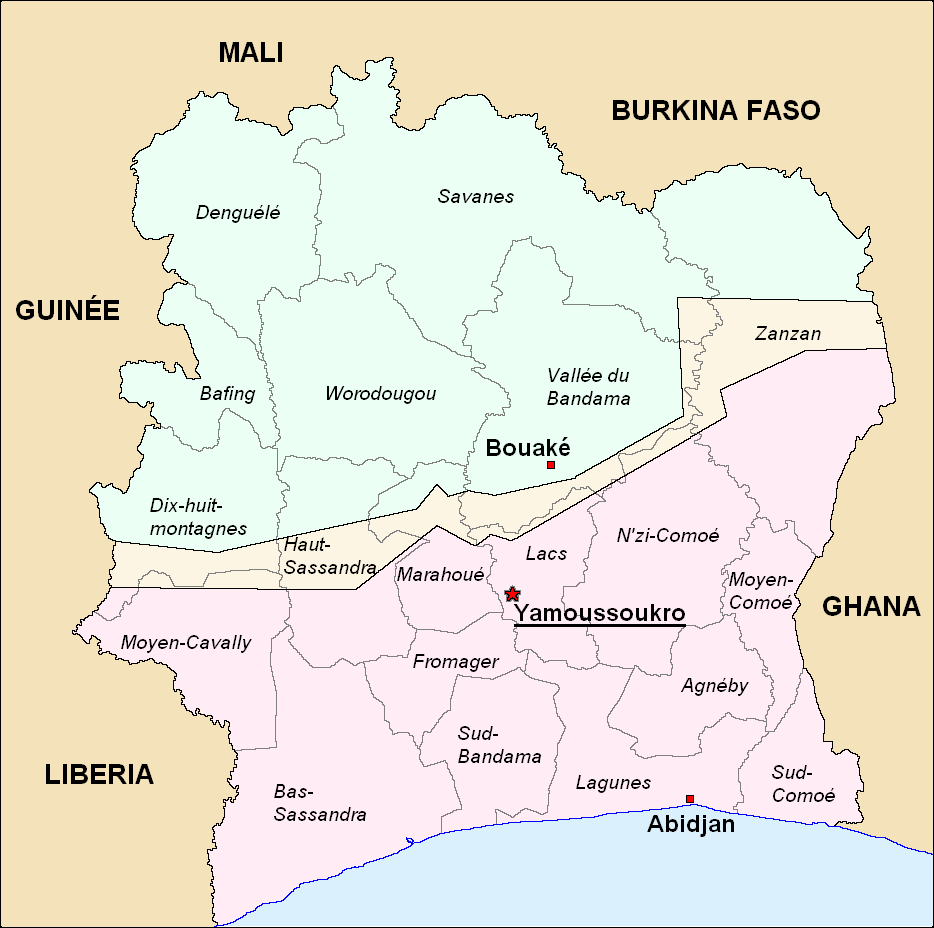
Division du territoire de la Côte d'Ivoire pendant la crise ivoirienne de 2010-2011.

La ville doit son nom à Dalo, un célèbre chasseur de buffles de la région appartenant à l'ethnie Bété. Le premier contact avec les européens remonte au environ de 1873. Le premier poste militaire français est installé à Daloa en 1905 sous le règne du grand chef guerrier Zoukou Gbeuli un des fils de Dalo (cité au-dessus) qui n'occupait pas cette partie du territoire ivoirien. Des révoltes se produisent dès 1906. Dans un premier temps la ville se développe avec une importante arrivée des malinké (essentiellement odienneka) du Nord ouest de la Côte d'Ivoire puis le bourg c'est-à-dire le centre-ville va s'accroître avec la présence active des missionnaires des Missions de Lyon et la première paroisse ouverte en 1936 par le P. Tranchant. Daloa devient le siège du vicariat apostolique du même nom, devenu diocèse en 1955. Mgr Kirmann y ouvre le premier collège secondaire de l'ouest de la Côte d'Ivoire en 1948.
Quelques décennies plus tard en 1987 la plus grande mosquée de Côte d'Ivoire de cette période est inaugurée en présence des notables de Daloa ,des membres du gouvernement ivoirien et des hauts fonctionnaires de l'administration. Elle fut construite grâce notamment à la contribution financière d'un acteur économique ivoirien, El-Hajj Nifa Diaby.[réf. nécessaire]
Elle est la première grosse agglomération à être tombée aux mains des Forces républicaines le 29 mars 2011, lors de la crise ivoirienne de 2010-2011.

## AdministratiUne loi de1978[8]a institué 27 communes de plein exercice sur le territoire du pays.
| Date d'élection | Identité                | Parti    | Qualité         | Statut                |
| --------------- | ----------------------- | -------- | --------------- | --------------------- |
| 1980            | Zézé Tapé               | PDCI-RDA | Homme politique | élu                   |
| 1985            | Denis Bra Kanon         | PDCI-RDA | Homme politique | élu et décédé en 2009 |
| 1990            | Bahi Zahiri             | PDCI-RDA | Homme politique | élu                   |
| 1995            |                         | PDCI-RDA | Homme politique | élu                   |
| 2001            | Guédé Guina             | RDR      | Homme politique | élu, décédé en 2009   |
| novembre 2009   | Séry Kossougro          | PDCI-RDA | Homme politique | élu                   |
| juin 2011       | Diabaté Kramoko         | RDR      | Homme politique | nommé après la guerre |
| 2013            | Samba Coulibaly         | RDR      | Homme politique | élu                   |
| 2018            | Gbeuly Stéphane Auguste | RHDP     | Homme politique | élu                   |
| 2023            | Gbeuly Stéphane Auguste | RHDP     | Homme politique | élu                   |

## Société

### Démographie
| Rec. 1975 | Rec. 1988 | Rec. 1998 | Est. 2005 | 2012    | 2021    |
| --------- | --------- | --------- | --------- | ------- | ------- |
| 60 837    | 122 933   | 173 107   | 215 100   | 261 789 | 421 879 |

### Langues
Depuis l'indépendance, la langue officielle dans toute la Côte d'Ivoire est le français. La langue vernaculaire de la région est le bété. Le français effectivement parlé dans la région, comme à Abidjan, est communément appelé le français populaire ivoirien ou français de dago qui se distingue du français standard par la prononciation et qui le rend plaisant pour un francophone non ivoirien, à cause de l'accent (comme au Québec). Une autre forme de français parlé est le nouchi, un argot parlé surtout par les jeunes et qui est aussi la langue dans laquelle sont écrits 2 magazines satiriques, Gbich! et Y a fohi. Elle est très difficile à comprendre pour un non-initié. La région du Haut-Sassandra accueillant de nombreux ivoiriens issus de toutes les régions du pays, toutes les langues vernaculaires du pays, environ une soixantaine, y sont pratiquées.

### Religion
Daloa est le siège d'un évêché catholique,, d'une grande mosquée de la communauté musulmane et de l'un des instituts théologiques chrétiens des églises Assemblées de Dieu (AD) de Côte d'Ivoire.

### Personnalités liées à la ville
- Claire Bahi (née en 1984), chanteuse née à Daloa.
- Séry Bailly (1948-2018), écrivain et homme politique, député de Daloa.
- Sékana Diaby (né en 1968), footballeur international.
- Mamadou Dindé Diallo (né en 1974), enseignant chercheur et historien guinéen, y est né.
- Ernesto Djédjé (1947-1983), chanteur, musicien, poète, danseur, né à Daloa.
- Pierre Kipré (né en 1945), historien et écrivain et homme politique, a écrit notamment un ouvrage sur Daloa : Daloa, une cité dans l’histoire, Abidjan, SIIS, 1985.
- François Zoko (né en 1983), footballeur.

## Santé
La ville de Daloa dispose d'un Centre hospitalier régional.

## Sports
La ville dispose de deux clubs de football, le Réveil Club de Daloa, vainqueur en 1980 de la Coupe de Côte d'Ivoire de football après avoir été finaliste en 1960 lors de la première édition de cette compétition, et le Lagoké Football Club, qui évoluent en MTN Ligue 1 et qui disputent leurs matchs sur le terrain du stade municipal.
Comme dans la plupart des villes du pays, il est organisé, de façon informelle, des tournois de football à 6 joueurs qui sont, très populaires en Côte d'Ivoire, dénommés Maracanas.

## Jumelage
- Pau (France)
- Campinas (Brésil)